# Saint-Michel-sur-Orge
Saint-Michel-sur-Orge is een gemeente in het Franse departement Essonne (regio Île-de-France) en telt 20.375 inwoners (1999). De plaats maakt deel uit van het arrondissement Palaiseau.
In de gemeente ligt het station Saint-Michel-sur-Orge, aan de lijn RER C.

## Geografie
De oppervlakte van Saint-Michel-sur-Orge bedraagt 5,3 km², de bevolkingsdichtheid is 3844,3 inwoners per km².
De onderstaande kaart toont de ligging van Saint-Michel-sur-Orge met de belangrijkste infrastructuur en aangrenzende gemeenten.

## Demografie
Onderstaande figuur toont het verloop van het inwonertal (bron: INSEE-tellingen).